# Gayle King
Gayle King (Chevy Chase, Maryland; 28 de diciembre de 1954) es una escritora, periodista, personalidad televisiva y ocasional actriz estadounidense, reconocida por su trabajo con la CBS y con O, The Oprah Magazine. Ha registrado apariciones en películas y series de televisión como The Color Purple, The Manchurian Candidate, 30 Rock, Being Mary Jane y The Boss, entre otras.
Fue incluida en la lista de las «personas más influyentes de 2019», publicada por la revista Time.

## Filmografía

### Cine y televisión
| Año  | Título                   | Papel                  | Notas      |
| ---- | ------------------------ | ---------------------- | ---------- |
| 1985 | The Color Purple         | Asistente a la iglesia |            |
| 2004 | The Manchurian Candidate | Icono mediático        |            |
| 2012 | 30 Rock                  | Ella misma             | 1 episodio |
| 2015 | Being Mary Jane          | Ella misma             | 1 episodio |
| 2015 | Saturday Night Live      | Ella misma             | 1 episodio |
| 2016 | The Boss                 | Ella misma             |            |
| 2017 | Queen Sugar              | Ella misma             | 1 episodio |
| 2019 | Queen and Slim           | Ella misma             |            |